# Acción Comunista Europea
La Acción Comunista Europea (ACE) es una alianza política europea comunista; se fundó el 18 de noviembre de 2023 después de que su organización predecesora , la Iniciativa de Partidos Comunistas y Obreros, se disolvieratras las diferencias ideológicas y políticas entre los miembros de la asociación en relación con la invasión rusa de Ucrania.
La Acción Comunista Europea es una coalición de partidos comunistas y obreros de Europa, con el objetivo de promover el socialismo científico, oponerse a la Unión Europea (UE) y la Organización del Tratado del Atlántico Norte (OTAN) y desafiar la explotación capitalista y el imperialismo. La ACE considera a la UE como un bloque imperialista y está dedicada a los principios de la lucha de clases y los derechos de los trabajadores, abogando por el socialismo como una alternativa al actual sistema capitalista en Europa.

## Historia
La ACE tiene su origen en la actividad de la Iniciativa de los Partidos Comunistas y Obreros (ICE o Iniciativa). La Iniciativa se fundó en 2013, con objetivos similares a los de la ACE, pero cuestiones como la invasión rusa de Ucrania en 2022, la caracterización de China como estado socialista o no y las posiciones contra la población inmigrante provocó importantes desacuerdos entre los partidos de la Iniciativa.
Al final, estos desacuerdos dificultaron la actividad de la Iniciativa, convocándose una reunión donde a petición de varios de los partidos miembro asistentes se decide disolver la ICE al mismo tiempo que otros partidos deciden abandonarla por decisión propia.

## Partidos
A la reunión fundacional asistieron delegaciones de 12 partidos de Europa  

## Partidos miembros
| País                                                 | Partido |
| ---------------------------------------------------- | --- |
| Austria                                              | Partido del Trabajo de Austria (PdA, Partei der Arbeit Österreichs)                                                                    |
| España                                               | Partido Comunista de los Trabajadores de España (PCTE, Partido Comunista de los Trabajadores de España)                                |
| Finlandia                                            | Partido Comunista de los Trabajadores – Por la paz y el socialismo (KTP, Kommunistinen Työväenpuolue – Rauhan ja Sosialismin Puolesta) |
| Francia                                              | Partido Comunista Revolucionario de Francia (PCRF, Parti communiste révolutionnaire de France)                                         |
| Grecia                                               | Partido Comunista de Grecia (KKE, Kommounistikó Kómma Elládas)                                                                         |
| República de Irlanda e Irlanda del Norte (parte de ) | Partido de los Trabajadores ( Páirtí na nOibrithe)                                                                                     |
| Italia                                               | Frente Comunista (FC, Fronte Comunista)                                                                                                |
| Países Bajos                                         | Nuevo Partido Comunista de los Países Bajos (NPCN, Nieuwe Communistische Partij Nederland)                                             |
| Suecia                                               | Partido Comunista de Suecia (SKP, Sveriges Kommunistiska Parti)                                                                        |
| Suiza                                                | Partido Comunista Suizo (PC, Parti Communiste Suisse)                                                                                  |
| Turquía                                              | Partido Comunista de Turquía (TKP, Türkiye Komünist Partisi)                                                                           |
| Ucrania                                              | Unión de Comunistas de Ucrania (SKU, Soyuz komunistiv Ukrayini)                                                                        |